# Torsten Henriksson (handbollsspelare)
Torsten Lennart "Töta" Henriksson, född 20 juli 1918, död 5 juli 1985, var en svensk handbollsspelare, som spelade för Majornas IK och svenska landslaget.

## Karriär
Torsten Henriksson började spela handboll i IF Nordenhov. Som junior snittade han 8 mål per match säsongen 1933/1934. Torsten och IF Nordenhov spelade även final i Distriktsmästerskapen för herrjuniorer 1934 där man dock förlorade mot Dala BK med siffrorna 8–14 varav Henrikssongjorde sex av Nordenhovs mål.
Från och med säsongen 1934/1935 spelade Torsten Henriksson för IK Baltichov från Göteborg och kom där att spela för både juniorlaget och herrlaget under totalt fem säsonger. Framgångarna i Baltichov kom omedelbart. Som spelare i herrlaget var han bidragande spelare till serievinsten i klass 6 detta första år som Baltichov ställde upp med ett seniorlag i seriespel. Samtidigt kom juniorlaget trea i juniorklass 1. Under våren 1935 vann Baltichov Distriktsmästerskapen för herrjuniorer för sjumannalag. Senare den sommaren vann Baltichovs herrjuniorer klass 1 i utehandboll medan herrlaget slutade på en tredjeplats i klass 1 utehandboll. Torsten Henriksson vann skytteligan i båda serierna med 15 mål i klass 1 och 32 mål i juniorklassen. I 1935 års Distriktsmästerskap i Utehandboll förlorade Baltichov finalen mot Redbergslids IK med 9–2. Henriksson gjorde ett av Baltichovs tröstmål.
1939 värvades Torsten Henriksson till Majornas IK i den högsta svenska serien, allsvenskan. Henriksson debuterade i allsvenskan den 12 november 1939. Eftersom Henriksson hade tuff konkurrens om platserna i denna klubb fick han ibland spela i B-laget trots sina landslagsmeriter. Men när Gustaf-Adolf Thorén och Stig Hjortsberg lämnade klubben kom Henriksson in i A-laget permanent. Henriksson var spänstig och hade hoppat 1,80 meter i höjdhopp och hade ett mycket bra hoppskott. Han fortsatte att spela i klubben till 35 års ålder och är den som tagit flest SM-guld i klubben: 9 totalt inne och ute. Torsten Henriksson spelade 202 matcher i allsvenskan för Majornas IK och lade 374 mål. Han var med den noteringen en av de bättre målskyttarna i den tidens målsnålare handboll.

### Landslaget
Landslagsdebut 1935 i Sveriges andra landskamp utomhus den 30 maj 1935 mot Tyskland i Magdeburg. Svensk förlust med 3–21. Sverige var otränat och saknade erfarenhet av utomhushandboll. Henriksson spelade 19 landskamper för Sverige och lade 46 mål i landslaget. Elva av landskamperna var utomhus och åtta inomhus. De fyra sista var utomhus, varav den sista den 17 september 1950 mot Jugoslavien i Zagreb som Sverige vann med 8–4 och Henriksson gjorde ett av målen.

## Klubbar
- IF Nordenhov (–1934)
- IK Baltichov (1934–1939)
- Majornas IK (1939–1953)

## Meriter
- 6 st. SM-guld inomhus (1940, 1942, 1943, 1944, 1945 och 1946) med Majornas IK
- 3 st. SM-guld utomhus (1942, 1945 och 1953) med Majornas IK